# Den sjette store massedød
Den sjette store massedød er en betegnelse for tabet af plante- og dyrearter, som forskere mener, at mennesker i vor levetid står midt i, og at den er forårsaget af menneskelige aktiviteter.
Den sjette store massedød kaldes også den antropocæne massedød efter antropocæn eller den holocæne massedød efter holocæn.
Faldet i antallet af insekter, hvirveldyr og plantearter udgør en potentiel katastrofe for biodiversiteten. En FN-rapport fra 2019 konstaterer at op til en million arter trues af udryddelse og at aldrig før i menneskehedens
historie er klodens dyre- og plantearter udryddet så hurtigt, som det sker nu.
I modsætning til de foregående fem er den nuværende massedød forårsaget af overvækst af en enkelt art, Homo sapiens. Vi er vidner til et hurtigt tab af arter, som er truende, fordi det ud over dette tab forårsager en hurtig lemlæstelse af livets træ, hvor hele grene, dvs. arter, slægter og familier sammen med de funktioner, de udfører, går tabt. Dette ændrer evolutionens bane globalt og ødelægger de forhold, der gør menneskeliv muligt. Forskere mener at dette forhold er en irreversibel trussel mod fremtidige miljøer for Homo sapiens og dermed for civilisationens levedygtighed.

## Det går hurtigt
I forhold til de foregående sker den nuværende massedød usædvanligt hurtigt, idet 73 slægter er uddøde de sidste 500 år, og ifølge forskere betyder den biologiske udslettelse af dyreliv i de seneste årtier, at en sjette masseudryddelse i Jordens historie er i gang, og at den er mere alvorlig end tidligere frygtet. Forskere har beregnet de nuværende generiske udryddelsesrater til at være 35 gange højere end de forventede baggrundsrater i de sidste millioner år under fravær af menneskelige påvirkninger. De slægter, der er gået tabt i de sidste 500 år, ville have taget omkring 18.000 år at forsvinde i fravær af mennesker. De nuværende generiske udryddelsesrater vil sandsynligvis accelerere meget i den nærmeste fremtid på grund af drivkræfter i den menneskelige virksomhed, jvf. Årsager, se nedenfor.

## Årsager
I modsætning til de første fem store masseudryddelser af liv, der var forårsaget af naturkatastrofer, er den nuværende masseudryddelse forårsaget af menneskelige aktiviteter som
- Inddragelse af landområder til landbrug, skovning og bosættelse,
- Introduktion af invasive arter,
- kulstofudledning der medfører klimaændringer og forsuring af havene og
- Anvendelse af giftige kemikalier der ændrer og forgifter økosystemer.
- Ophobning af affald i naturen, på land og i vandet,
- Ulovlig handel.

## Nye metoder
Forskerne har taget nye metoder i brug for at fastlægge tidsforhold og relationer af masseuddøen af dyr og planter. Med eDNA kan det f.eks. fastslås at mammutten uddøde for bare 4000 år siden.

## Insekter
På trods af den synlige trussel mod de store vilde dyr, er det insekterne der er mest truet. Over 40 % af Jordens insekt-arter er nu truet med udryddelse på grund af ændringer i livsbetingelser først og fremmest som følge af intensivt landbrug omfattende udbredt brug af pesticider. Andre grunde hertil er udbredt urbanisering, klimaændring, forurening og invasive arter.

## Planter
Planter er også truet med udryddelse. Mere end halvdelen af de 454 europæiske træarter er truet.

## Livet på Jorden
Denne sjette store masseudryddelse rejser spørgsmålet om hvor længe mennesket vil kunne eksistere på Jorden